# Шкала Гаунсфілда
Шкала Гаунсфілда — кількісна шкала рентгенівської щільності.

## Визначення
Шкала одиниць Гаунсфілда (денситометричних показників, англ. HU) — шкала лінійного послаблення випромінювання по відношенню до дистильованої води, рентгенівська щільність якої була прийнята за 0 HU (при стандартному тиску та температурі). Для матеріалу X з лінійним коефіцієнтом послаблення {\displaystyle \mu _{X}}, величина HU визначається згідно формули
{\displaystyle {\frac {\mu _{X}-\mu _{water}}{\mu _{water}-\mu _{air}}}\times 1000}
де {\displaystyle \mu _{water}}та {\displaystyle \mu _{air}} лінійні коефіцієнти послаблення води та повітря при стандартних умовах. Таким чином, одна одиниця Гаунсфілда відповідає 0,1 % різниці в послабленні випромінювання між водою та повітрям, або приблизно 0,1 % коефіцієнту послаблення води, так як коефіцієнт послаблення повітря практично дорівнює  нулю.

## Середні денситометричні показники
| Речовина                | HU                                                        |
| ----------------------- | --------------------------------------------------------- |
| Повітря                 | −1000                                                     |
| Легені                  | −500                                                      |
| Жир                     | від −100 до 50                                            |
| Вода                    | 0                                                         |
| Спинномозкова рідина    | 15                                                        |
| Нирки                   | 30                                                        |
| Кров                    | від +30 до +45                                            |
| М'язи                   | від +10 до +40                                            |
| Сіра речовина           | від +37 до +45                                            |
| Біла речовина           | від +20 до +30                                            |
| Печінка                 | від +40 до +60                                            |
| М'які тканини, контраст | від +100 до +300                                          |
| Кістка                  | від +700 (губчаста речовина) до +3000 (кісткова речовина) |

## Історія
Шкала була запропонована сером Годфрі Ньюболдом Гаунсфілдом, одним із головних інженерів та розробників аксіальної комп'ютерної томографії. КТ-апарати стали першими пристроями, що дозволяють детально візуалізувати анатомію живих істот в тривимірному вигляді. З початку 1990-х років розвиток комп’ютерної технології дозволив розробити програмне забезпечення, що дозволяє проводити 3D-реконструкці. Для порівняння, звичайні рентгенівські зображення дозволяють відображують лише проєкційне нашарування складних анатомічних структур, тобто їхню інтегральну рентгенівську тінь.